# La Contrée des orages
Pour plus de détails, voir Fiche technique et Distribution.
La Contrée des orages (Viharsarok) est un film hongrois réalisé par Ádám Császi, sorti en 2014.

## Synopsis
Szabolcs, footballeur talentueux mais sans passion, joue dans un club amateur allemand où grossièreté, machisme et humiliation sont les pratiques de l'entraineur. Après un carton rouge lors d'un match, il se dispute avec son meilleur ami Bernard et quitte l'équipe, la ville et retourne chez lui, en Hongrie, où il a hérité d'une vieille bicoque de son grand-père. Un soir, un jeune homme qui s'occupe de sa mère invalide dans le village voisin, Áron, tente de voler son scooter. Szabolcs l'assomme puis attend son réveil. Plutôt que d'appeler la police, il propose à Áron de l'aider à réparer sa maison et les deux hommes se lient d'amitié. S'ensuit une découverte de l'attirance d'Aron pour Szabolcs qu'il assume douloureusement…

## Fiche technique
- Titre : La Contrée des orages
- Titre original : Viharsarok
- Réalisation : Ádám Császi
- Scénario : Iván Szabó et Ádám Császi
- Musique : Csaba Kalotás
- Photographie : Marcell Rév
- Montage : Júlia Hack et Tamás Kollányi
- Production : Eszter Gyárfás et Viktória Petrányi
- Société de production : Proton Cinema, I'm FILM, Café Film et unafilm
- Pays de production :  Hongrie et  Allemagne
- Genre : Drame et romance
- Durée : 105 minutes
- Date de sortie : 
  - Hongrie : 20 mars 2014

## Distribution
- András Sütö : Szabolcs
- Ádám Varga : Áron
- Sebastian Urzendowsky : Bernard
- Enikö Börcsök : la mère de Áron
- Lajos Ottó Horváth : le père de Szabolcs
- Zita Téby : Brigi
- Uwe Lauer : Coach
- Kristóf Horváth : Frici, le frère de Brigi

## Distinctions
- Festival du film de Taipei : Prix spécial du jury - Compétition internationale des jeunes talents[1]
- Berlinale 2014 : Sélection officielle dans la section Panorama[1]